# Szálva–Alsóvisó–Visóvölgy–Máramarossziget-vasútvonal
A Szálva–Alsóvisó–Visóvölgy–Máramarossziget-vasútvonal vasútvonal Romániában, Taracköznél és Visóvölgynél kapcsolódva a kárpátaljai vasúthálózathoz. A vonal egyvágányú, nem villamosított; Szálva és Visóvölgy között normál, onnan kettős (normál és széles, 1520 mm) nyomtávú.

## Történelem
A Visóvölgy–Alsóvisó(–Borsa) vasútvonal 1913-ra, az Osztrák–Magyar Monarchia idejében épült ki. A trianoni békeszerződés értelmében Máramaros vármegye déli részével együtt Romániához került, és a CFR román nemzeti vasúttársaság vette át. Az új határok nyomán a vonatok Máramarossziget és Borsa között közlekedtek, mivel ez a hálózatrész el volt vágva a romániai vasúthálózat többi részétől. Bár tervbe vették egy vasúti kapcsolat kialakítását Máramaros és Erdély belső része között, ez vesztett a fontosságából, mivel egy 1928-as megállapodás értelmében 1930-tól Lengyelország és Csehszlovákia hozzájárult, hogy a területükön keresztül közlekedhessenek a vonatok Csernyivci, Máramarossziget és Nagyvárad között. Így 1939-re csak a tervezett összeköttetés első, 15 km-es szakasza készült el Szálva és Telcs, onnan pedig 1940-ben egy keskeny nyomközű ideiglenes kapcsolat jött létre a borsai vonalszakaszon fekvő Majszinig. Ugyanebben az évben a második bécsi döntés értelmében Észak-Erdély újra Magyarországhoz került.
A második világháború után a terület ismét Románia része lett, így a korábban tervezett összeköttetés ismét aktuálissá vált, és 1949-ben el is készült a Szálva–Alsóvisó vonalszakasz, ami bekötötte az Alsóvisó–Visóvölgy–Máramarossziget vonalat is az ország vasúthálózatába.

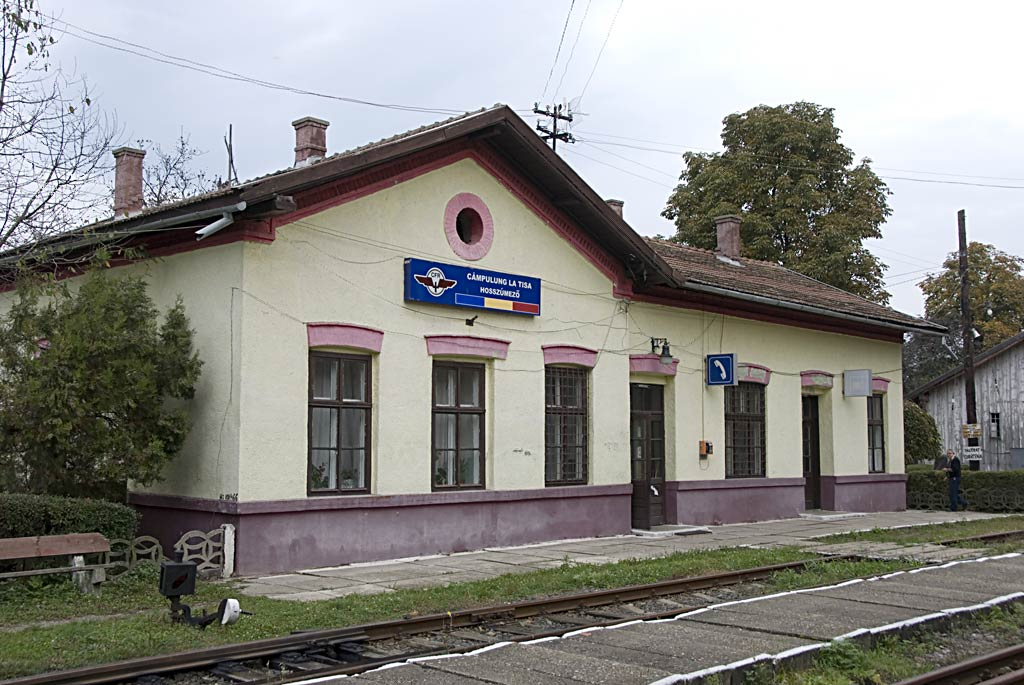
Hosszúmező vasútállomása 2008-ban

2007-ig hetente háromszor kishatárforgalmi vonatpár közlekedett Taracköz és Máramarossziget között, ez azonban a máramarosszigeti híd megnyitása után megszűnt. Ebben szerepet játszott a cigarettacsempészet elharapózása is. Ennek ellenére 2015-ben – Románia schengeni csatlakozási tervének keretében – félmillió eurós beruházással Hosszúmező állomásépületét felújították, és a határig tartó szakaszon térfigyelő kamerákat helyeztek el.

## Forgalom
Taracköztől Románia felé 2007. október 17. óta nincsen személyforgalom. 2022 novemberében a CFR kolozsvári regionális igazgatósága a hosszúmezői vasúti határátkelő újranyitása mellett döntött, lehetővé téve a forgalom újafelvételét. 2023 januárjában az Ukrán Vasutak Taracköz és Máramarossziget között próbajáratot közlekedtetett, vizsgálandó a személyszállítás újraindításának lehetőségét.